# Maitri (forskningsstation)
Maitri ("Vänskap" på hindi) är en indisk forskningsstation i Schirmacheroasen i Antarktis. Den invigdes 1989, och kan hysa 25 personer under vintern.
Närmaste befolkade plats är Novolazarevskaya Station, 3,3 km öster om Maitri Station.